# Svärtinge gård
Svärtinge gård är en småort i Norrköpings kommun, Östergötlands län. Småorten hade 73 invånare vid avgränsningen år 2010.